# 26828 Narusawa
26828 Narusawa este o planetă minoră (asteroid) din centura de asteroizi. A fost descoperită pe 29 noiembrie 1989 la Kitami Observatory⁠(d) de Kin Endate și a fost numită după Shin'ya Narusawa⁠(d). 
Obiectul prezintă o orbită caracterizată de o semiaxă mare de 2,384971 UAi, o excentricitate de 0,19, o înclinație de 3,27338 ° în raport cu ecliptica.